# Dirección General de Estrategia Industrial y de la Pequeña y Mediana Empresa
La Dirección General de Estrategia Industrial y de la Pequeña y Mediana Empresa (DGEIPYME) es el órgano directivo del Ministerio de Industria y Turismo, adscrito a la Secretaría de Estado de Industria, que tiene encomendada la tarea de diseñar la política industrial y las políticas de apoyo y promoción del emprendimiento y del crecimiento de la pequeña y mediana empresa.

## Historia
La Dirección General se estableció por Real Decreto 1009/2023, de 5 de diciembre, asumiendo gran parte de las funciones de la extinta Dirección General de Industria y de la Pequeña y Mediana Empresa, que se desdoblaba en otros dos órganos directivos.
En este sentido, esta nueva Dirección General asumió la política relacionada con las PYMEs y el diseño de las políticas industriales, así como asuntos sobre emprendimiento, calidad y seguridad industrial, mientras que la Dirección General de Programas Industriales asumió lo referente al diseño de programas industriales y su gestión, control y evaluación, y la gestión de fondos nacionales de impulso a la industria.
La Dirección General se estructuró mediante cuatro subdirecciones generales —de Estrategia y Ecosistemas Industriales, de Calidad y Seguridad Industrial, de Emprendimiento y PYME y de Autonomía Estratégica Industrial— y también ejerce la tutela de las empresas públicas Empresa Nacional de Innovación (ENISA) y Compañía Española de Reafianzamiento (CERSA).

## Funciones
Corresponden a la Dirección General las siguientes funciones:
1. El diseño de la política industrial y de las políticas de apoyo y promoción del emprendimiento y del crecimiento de la pequeña y mediana empresa, encaminadas a la mejora de la competitividad y de una mayor autonomía estratégica, así como las propuestas de incorporación de las iniciativas industriales, de emprendimiento y de pequeña y mediana empresa internacionales y de la Unión Europea al ámbito nacional.
2. El diseño, el seguimiento y la evaluación de la estrategia industrial.
3. El diseño, coordinación y seguimiento de planes de apoyo específicos a sectores y ecosistemas industriales dirigidos a mejorar la competitividad y eficiencia de los sectores productivos, su autonomía estratégica y sus capacidades y que generen valor para las actividades industriales.
4. La elaboración, seguimiento y desarrollo de programas y actuaciones, así como el fomento de redes de colaboración para promover la cultura industrial, las capacidades para la transición industrial y la visibilización de la industria en el territorio, apoyando su actividad y su necesaria transformación, con especial atención a los territorios de menor tamaño, las zonas rurales y en riesgo de despoblación.
5. El diseño, coordinación y seguimiento de planes de apoyo específicos a sectores compuestos mayoritariamente por pymes de pequeño tamaño relacionados con el diseño, la creatividad, la artesanía y la expresión cultural, dirigidos a mejorar su competitividad y valor añadido, sin perjuicio de las competencias atribuidas a otros departamentos ministeriales.
6. El diseño y seguimiento de actuaciones destinadas a promover la digitalización de la industria y de la PYME, la adopción de tecnologías clave, en especial la inteligencia artificial, y la mejora de sus capacidades digitales, sin perjuicio de las competencias atribuidas a otros departamentos ministeriales.
7. El diseño y seguimiento de actuaciones destinadas a promover la transformación sostenible, el cambio de modelo energético y la descarbonización de la industria y de la PYME, en línea con lo dispuesto entre otros en el Plan Nacional Integrado de Energía y Clima, sin perjuicio de las competencias atribuidas a otros departamentos ministeriales.
8. El diseño, gestión, seguimiento y evaluación de los programas de emprendimiento y PYME.
9. El análisis, la propuesta y la defensa de los precios industriales máximos y precios regulados de los medicamentos y productos sanitarios que vayan a ser incluidos en la prestación farmacéutica del Sistema Nacional de Salud, con el objeto de establecer la posición del Ministerio de Industria y Turismo en la Comisión Interministerial de Precios de Medicamentos.
10. El análisis y la evaluación del impacto de las actuaciones derivadas de la aplicación, entre otras, de normativa técnica y medioambiental sobre la competitividad de los sectores y ecosistemas industriales, así como la elaboración de planes de adaptación a las mismas.
11. La representación del Ministerio de Industria y Turismo en instituciones y grupos de trabajo que aborden aspectos que afecten a la competitividad de los sectores y ecosistemas industriales, sin perjuicio de las competencias de otros órganos del departamento.
12. La elaboración, seguimiento y desarrollo de programas y actuaciones en materia de calidad y seguridad industrial y el desarrollo de infraestructuras técnicas asociadas a éstas, así como la normalización, acreditación y certificación de las empresas y productos industriales.
13. La elaboración y seguimiento de disposiciones reglamentarias en el ámbito de la calidad y seguridad industrial sobre productos e instalaciones industriales previstos en la Ley 21/1992, de 16 de julio, así como la elaboración, seguimiento y ejecución de las disposiciones reglamentarias sobre homologación de vehículos, sistemas y componentes previstos en el texto refundido de la Ley sobre Tráfico, Circulación de Vehículos a Motor y Seguridad Vial, aprobado por el Real Decreto Legislativo 6/2015, de 30 de octubre.
14. La gestión del Registro Integrado Industrial en el marco de lo establecido en la Ley 21/1992, de 16 de julio, así como las nuevas secciones que se vayan creando derivadas del desarrollo reglamentario.
15. La planificación, control, coordinación y gestión de las capacidades de producción industrial estratégicas, así como de aquellas medidas necesarias para la salvaguardia de la base industrial que produce dichos recursos, de acuerdo con lo establecido en la Ley 36/2015, de 28 de septiembre, de Seguridad Nacional, así como garantizar la producción de los recursos, bienes y tecnologías destinados a mitigar la dependencia exterior de ciertos recursos que se consideren de primera necesidad o de carácter estratégico, y sean esenciales para proteger la libertad, los derechos y el bienestar de la ciudadanía.
16. El diseño, gestión, seguimiento y evaluación de programas dirigidos a fortalecer los entornos colaborativos, incluyendo los clústeres o Agrupaciones Empresariales Innovadoras (AEI) y los Centros de Innovación Digital o Digital Innovation Hubs (DIH) como agentes para la mejora de la capacidad y competitividad de las PYME.
17. El seguimiento y control de los convenios con la EOI relativos a la digitalización de la industria y el crecimiento empresarial de las PYME, así como a la prospectiva y estrategia industrial, y cualquiera otro que se le pueda encomendar en relación con las funciones descritas en este artículo en materia de industria, PYME y emprendimiento.
18. La gestión del Registro Especial de Agrupaciones Empresariales Innovadoras del Ministerio de Industria y Turismo, así como el apoyo a la constitución y consolidación de ecosistemas industriales y plataformas tecnológicas lideradas por la industria, en coordinación con otros departamentos u otras áreas de este departamento.
19. El análisis y las propuestas de simplificación normativa y de reducción de cargas administrativas para las personas emprendedoras y las PYME. La cooperación con otros departamentos ministeriales, con las comunidades autónomas y entidades locales en la identificación y propuesta de actuaciones destinadas a simplificar y mejorar las relaciones de las personas emprendedoras y las PYME con la Administración.
20. El análisis, las propuestas de mejora, desarrollo y la divulgación de las fuentes de financiación del emprendimiento y de las pequeñas y medianas empresas, así como el desarrollo de actuaciones y programas dirigidos a facilitar el acceso a la financiación de las personas emprendedoras y de las PYME, bien directamente, o instrumentados a través de las sociedades CERSA y ENISA.
21. La ejecución y seguimiento de las políticas del Gobierno orientadas a facilitar la creación de empresas, la gestión del Centro de Información y Red de Creación de Empresas (CIRCE) regulado por el Real Decreto 682/2003, de 7 de junio, y el asesoramiento a las personas emprendedoras y a las pequeñas y medianas empresas.
22. La titularidad, administración y gestión del Punto de Atención al Emprendimiento electrónico (PAE electrónico) del Ministerio de Industria y Turismo.
23. La gestión y administración de la Ventanilla Única prevista en la Ley 17/2009, de 23 de noviembre, sobre el libre acceso a las actividades de servicios y su ejercicio.
24. Llevar a cabo las actuaciones en el marco del Consejo Estatal de la PYME regulado por el Real Decreto 962/2013, de 5 de diciembre, por el que se crea y regula el Consejo Estatal de la Pequeña y la Mediana Empresa.
25. La participación en las actividades derivadas de la pertenencia de España a organismos internacionales y en general de las relaciones bilaterales y multilaterales en política industrial, de emprendimiento y de la pequeña y mediana empresa, así como el impulso y desarrollo de las actividades necesarias para dar cumplimiento a los compromisos y programas europeos e internacionales de apoyo a la industria, al emprendimiento y a la pequeña y mediana empresa, especialmente los que derivan de la «Ley de la Pequeña Empresa» europea, del Consejo Europeo y de la OCDE, además de la representación de la Administración General del Estado en los Comités de la OCDE y de la Unión Europea en su ámbito de competencia.
26. El desarrollo de actuaciones de emprendimiento, así como la difusión de información de interés directo para las pequeñas y medianas empresas, la gestión y desarrollo del portal PYME, así como de otras páginas web y herramientas relativas a emprendedores y PYME.
27. La asistencia técnica a la Secretaría de Estado de Industria en la Conferencia Sectorial de Industria y de la PYME.
28. La propuesta y elaboración de iniciativas normativas en su ámbito de competencias.
29. El seguimiento de la evolución de la morosidad y resultados de la eficacia de la Ley 15/2010, de 5 de julio, de modificación de la Ley 3/2004, de 29 de diciembre, por la que se establecen medidas de lucha contra la morosidad en las operaciones comerciales, sin perjuicio de las competencias que puedan corresponder a otros departamentos ministeriales.
30. Cualesquiera otras actuaciones que le sean encomendadas por la persona titular de la Secretaría de Estado de Industria.

## Estructura
La Dirección General se estructura a través de los siguientes órganos directivos:
- La Subdirección General de Estrategia y Ecosistemas Industriales, que ejerce las funciones del apartado anterior atribuidas en los puntos 1 y 7 en el ámbito de la industria, 2, 3, 9, 10, 11, y las correspondientes a los puntos 25, 27 y 28 en el ámbito de sus competencias.
- La Subdirección General de Calidad y Seguridad Industrial, que ejerce las funciones del apartado anterior atribuidas en los puntos 12, 13, 14, y las correspondientes a los puntos 25, 27 y 28 en el ámbito de sus competencias.
- La Subdirección General de Emprendimiento y PYME, que ejerce las funciones del apartado anterior atribuidas en los puntos 1, 6, 7 y 25 en el ámbito del emprendimiento y de la PYME, 5, 8, 16, 17, 18, 19, 20, 21, 22, 23, 24, 25, 26, 29 y las correspondientes a los puntos 27 y 28 en el ámbito de sus competencias.
- La Subdirección General de Autonomía Estratégica Industrial, que ejerce las funciones del apartado anterior atribuidas en los puntos 1 y 3 en el ámbito de la autonomía estratégica industrial, 4, 15 y las correspondientes a los puntos 25, 27 y 28 en el ámbito de sus competencias.

## Titulares
- Jordi García Brustenga (2024-2025)[3]
- María Teresa Parejo Navas (2025-)[4]